# Nikolaus Druckenmüller

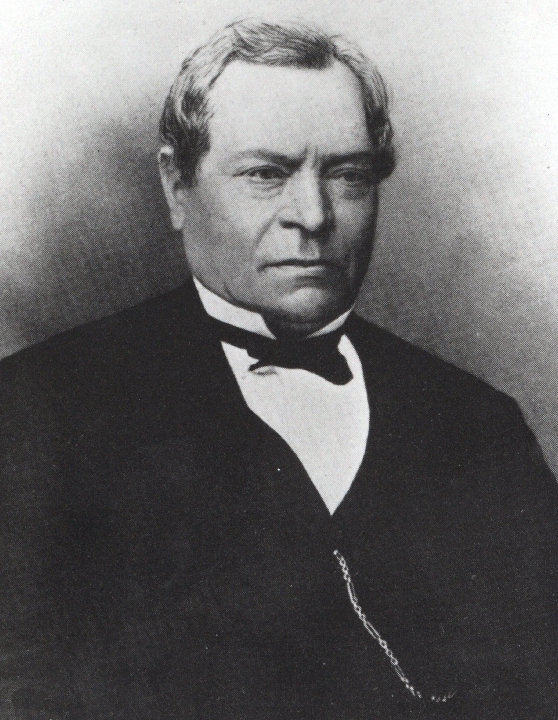
Nikolaus Druckenmüller

Nikolaus Druckenmüller (geboren am 8. Juni 1806 in Trier; gestorben am 29. Juni 1883 in Düsseldorf) war ein deutscher Mathematiklehrer und Großindustrieller.

## Leben
Nikolaus Druckenmüller war der Sohn des Schreiners Nikolaus Druckenmüller (geb. 1765) und der Maria Gustinger (1769–1859). 1826 erwarb er sein Abitur am „Gymnasium zu Trier“. Danach studierte er Mathematik und Naturwissenschaften an der Rheinischen Friedrich-Wilhelms-Universität Bonn. 1831 legte er sein Examen für das Lehramt an höheren Schulen ab. Von 1831 bis 1846 war er ordentlicher Lehrer am Trierer Gymnasium. 1837 promovierte er an der Bonner Universität. Er heiratete am 25. September 1839 Maria Anna Zell (1813–1886). Er hatte einen Sohn und drei Töchter aus dieser Ehe. In den Jahren 1839 und 1840 war er Sekretär der Gesellschaft für nützliche Forschungen zu Trier. Vom 1. März 1841 bis 1846 war er Lehrer am Gymnasium der Stadt Düsseldorf. Im Spätsommer 1841 besuchte Jenny von Westphalen die Familie Druckmüller in Düsseldorf. 1846 wurde er zum Direktor der höheren Bürgerschule Trier berufen. 1847 leitete er die Vereinigte Bürger- und Provinzial-Gewerbeschule in Trier.
1849 wurde er im Wahlkreis Trier-Stadt zum Mitglied des preußischen Abgeordnetenhauses gewählt. Von August von der Heydt wurde er zum Vortragenden Rat im Handelsministerium und zum Direktor des Gewerbeinstituts in Berlin berufen. Man betraute ihn 1855 mit der Aufgabe eines Kommissars für die Vorbereitung der Weltausstellung in Paris.
1856 gehörte er der Geschäftsleitung des „Berg- und Hütten-Aktien-Vereins Neu-Schottland“ bei Steele an der Ruhr an. Nikolaus Druckenmüller war Mitglied im Verein Deutscher Ingenieure (VDI). 1858 war er Mitbegründer der Schienenverkaufsvereinigung und 1860 des „Vereins deutscher Eisenhüttenleute“.
Gemeinsam mit Louis Haniel, Louis Schwartzkopff, Hermann F. Giesecke und anderen gründete er die „Allgemeine Unfallversicherungsbank in Leipzig“. „Sein soziales Verständnis für die Arbeiter zeigte sich in dem Bestreben, den Arbeiter im Falle der Arbeitsunfähigkeit weitgehend zu unterstützen.“
1863 trat Nikolaus Druckenmüller als Geheimer Regierungsrat in Düsseldorf in den Ruhestand. Er starb am 29. Juni 1883 in Düsseldorf.
In Trier wurde die Druckenmüllerstraße nach ihm benannt.

## Sein Schüler Karl Marx
Er unterrichtete Karl Marx im Fach Mathematik (Geometrie) in der Tertia (Schuljahr 1831/32) und in der Untersekunda (Schuljahr 1832/33). In den beiden letzten Schuljahren wurde Marx von Johannes Steininger unterrichtet.

## Werke
- Rechenbuch für Stadt- und Landschulen. Lintz, Trier 1835.
- De motu corporis liberi, viribus, qualescunque sunt, librati. Lintz, Trier 1837. (Zugl.: Bonn, Univ., Phil. Diss., 1837)
- Theorie der Kettenreihen nebst einem Anhange über die Auflösung der binomischen unbestimmten Gleichungen. Lintz, Trier 1837.
- J. P. W. Stein[12]: Anfangsgründe der Arithmetik. Vierte, neuerdings verbesserte Auflage. Hrsg. von Dr. N. Druckenmüller. Lintz, Trier 1838.
- Über allgemeine Collineationsachsen und Collineationsscheitel. In: Jahres-Bericht über das Königliche Gymnasium zu Düsseldorf für das Schuljahr 1842. Heinrich-Heine-Universität
  - Über allgemeine Collineationsachsen und Collineationsscheitel. Stahl, Düsseldorf 1842 (=Königliches Gymnasium Düsseldorf. Schulprogramm 1842) SLUB Dresden
- Die Uebertragungsprincipien der analytischen Geometrie. Band 1. Lintz, Trier 1842.
- Zur Theorie der Transversalen. Lintz, Trier 1847, S. 1–23. (Jahresbericht von 1846–1847 über die Höhere Bürgerschule zu Trier)
- Über ein allgemeines deutsches Maß-, Gewichts- und Münzsystem. Lintz, Trier 1848, S. 1–18. (Jahresbericht von 1847–1848 über die vereinigte Höhere Bürgerschule und Provinzial-Gewerbeschule zu Trier)